# Кривуша (Волгоградская область)
Кривуша — хутор в Среднеахтубинском районе Волгоградской области России. Входит в состав Клетского сельского поселения.

## География
находится у небольшой реки.
Уличная сеть
- пер. Лесной
- ул. Мира
- ул. Пролетарская
- ул. Протасова
- ул. Профсоюзная
- ул. Прямая
- ул. Солнечная поляна

## Население
| 2010 |
| ---- |
| 128  |

## Инфраструктура
памятные места
Братская могила воинов в хуторе Кривуша, погибших в боях с немецко-фашистскими захватчиками в 1942—1943 гг.

## Транспорт
Автодорога местного значения. Остановка наземного транспорта «Кривуша».
Поселковые (сельские) дороги.